# Temoropia mayumbaensis
Temoropia mayumbaensis är en kräftdjursart som beskrevs av T. Scott 1894. Temoropia mayumbaensis ingår i släktet Temoropia och familjen Fosshageniidae. Inga underarter finns listade i Catalogue of Life.